# كنيسة الرسل (مادبا)
كنيسة الرسل هي كنيسة بيزنطية أثرية تقع في مدينة مادبا في الأردن. تُعد أحد أهم وأقدم كنائس المدينة، حيث اُسست عام 578، وتم اكتشافها عام 1902. 

## وصف البناء
اكتشف الكنيسة الأب مانفريدي، والذي قام بقراءة كتابة الإهداء وحدد من خلالها اسم الأسقف سرجيوس واسم الكنيسة وتاريخ بناءها. وهي بناء مكوّن من ثلاثة أروقة وكنيستين صغيرتين في الجهة الشمالية. تحافظ الأرضية الفسيفسائية داخل الكنيسة على نتاج ما قام به رجل فن الفسيفساء سلمان من حسبان، الذي وقع اسمه في الدائرة الوسطية في صحن الكنيسة والتي تمثل تشخيص البحر ممثلا في هيئة امرأة تخرج من المياه بين الأسماك والحيوانات البحرية.

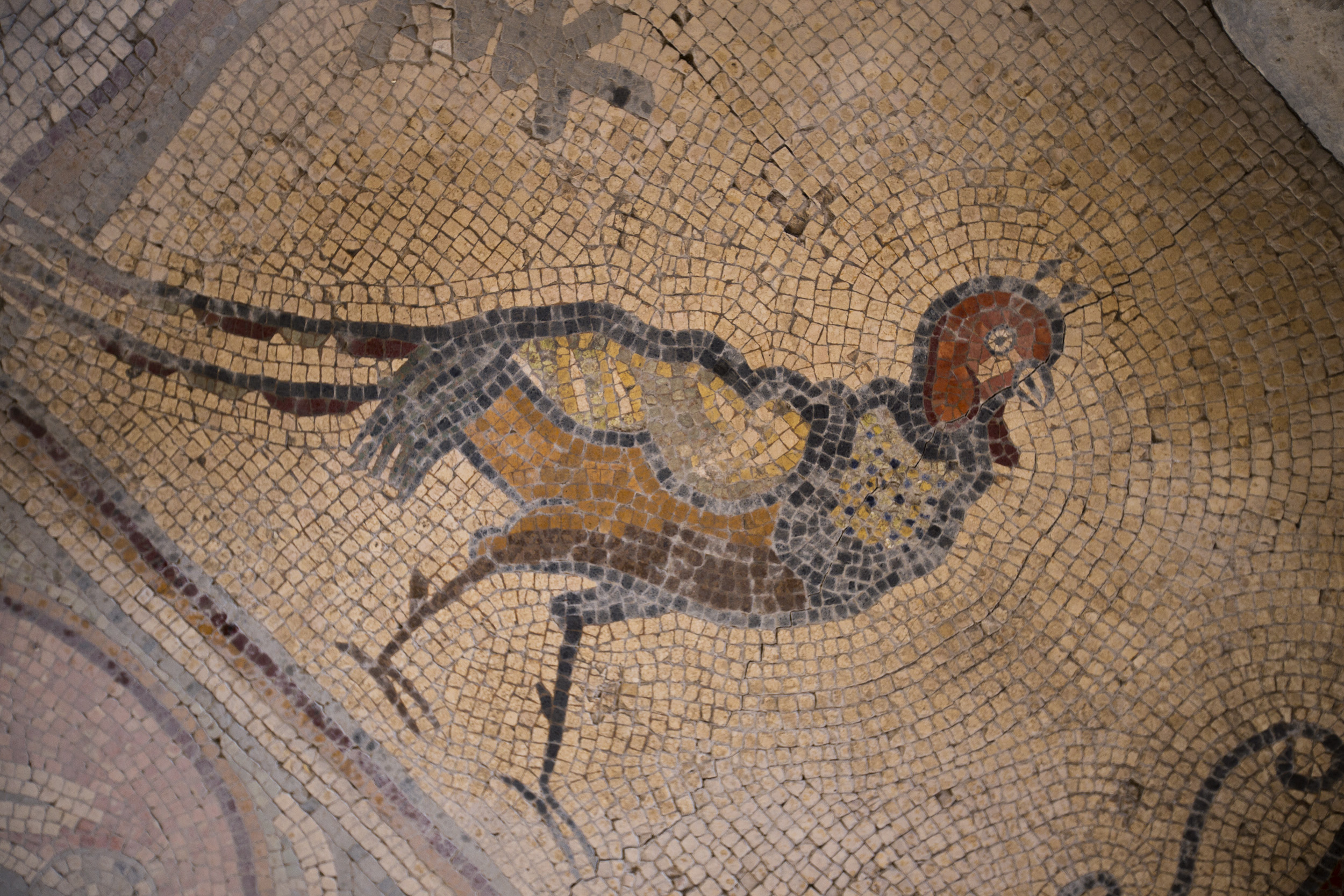

البناء الحالي الذي يغطي الكنيسة من تصميم وتنفيذ المعمار عمار خماش، حيث تم ترميم المبنى عام 1993 بدعم من وزارة السياحة والآثار الأردنية والمركز الأمريكي للأبحاث الشرقية.

## معرض الصور

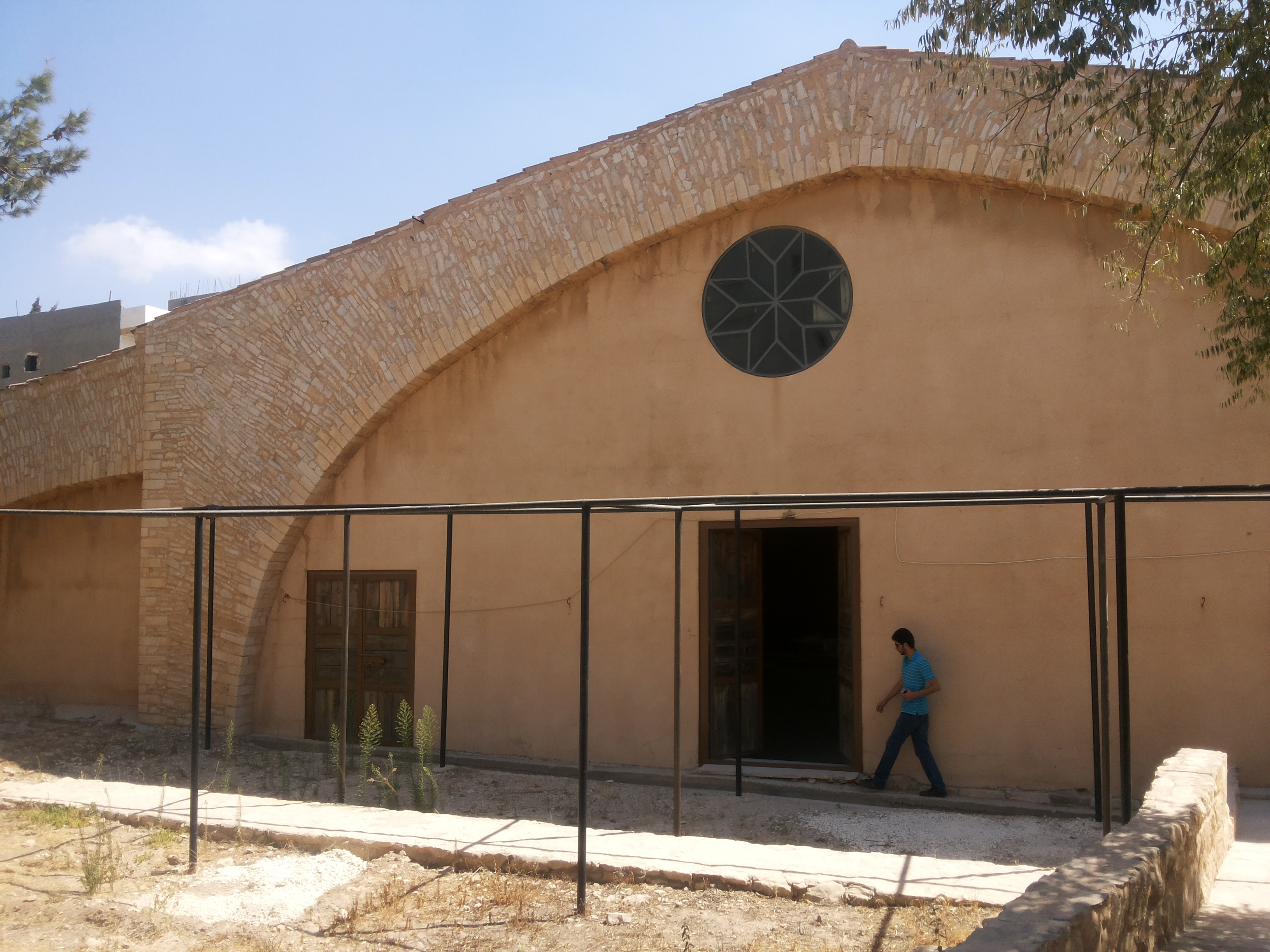
مدخل الكنيسة
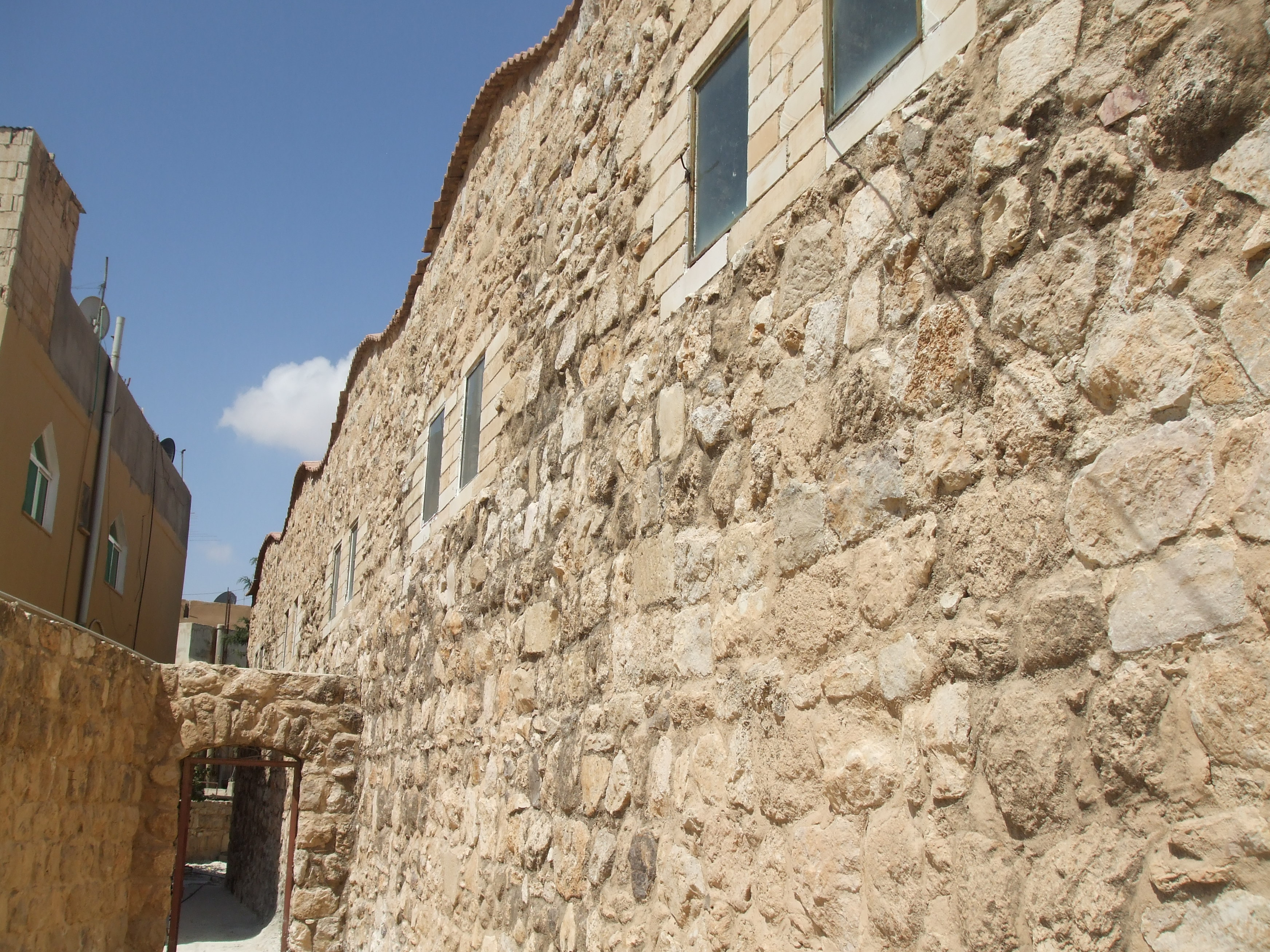
الكنيسة من الجانب
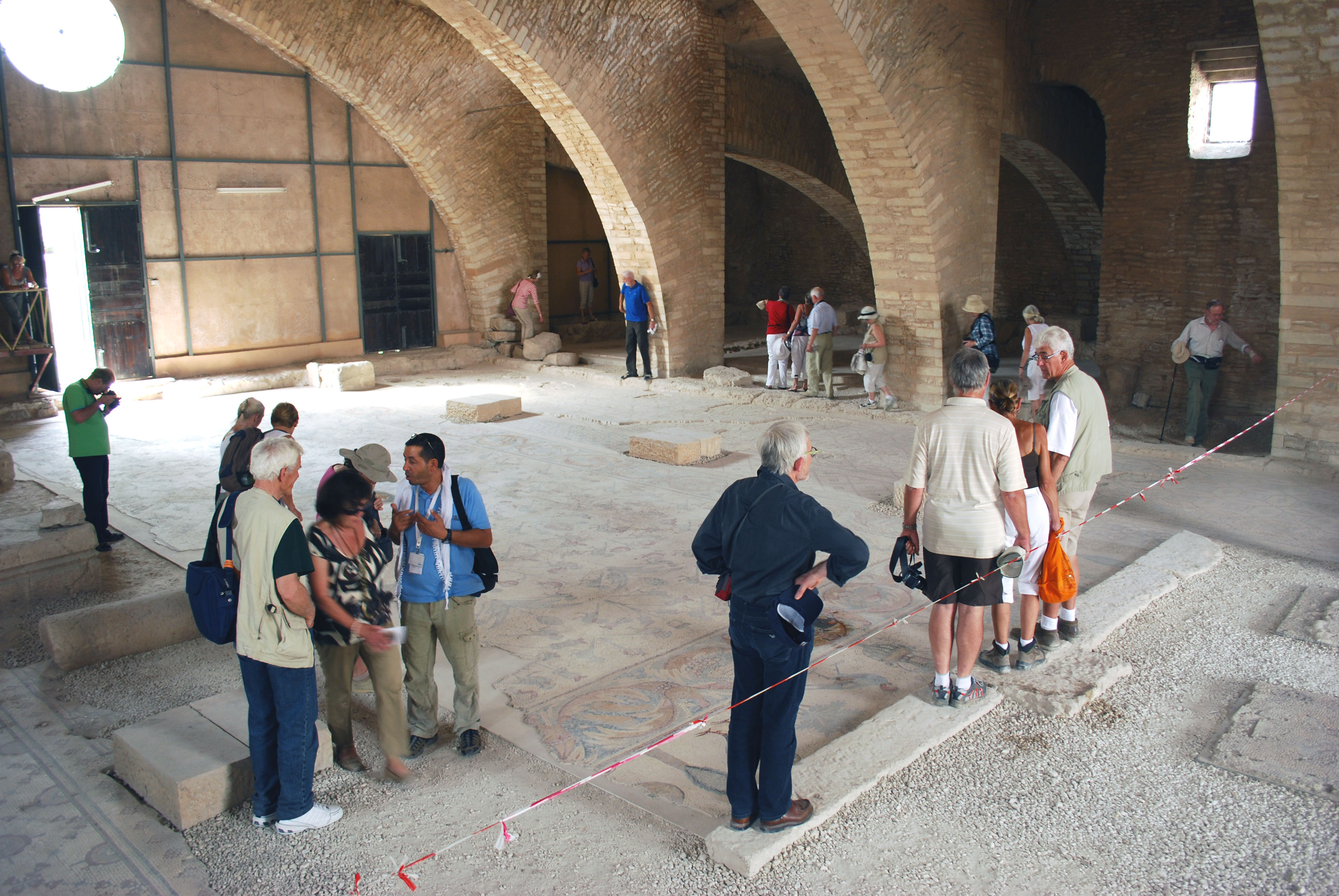
الأرضية الفسيفسائية بالداخل
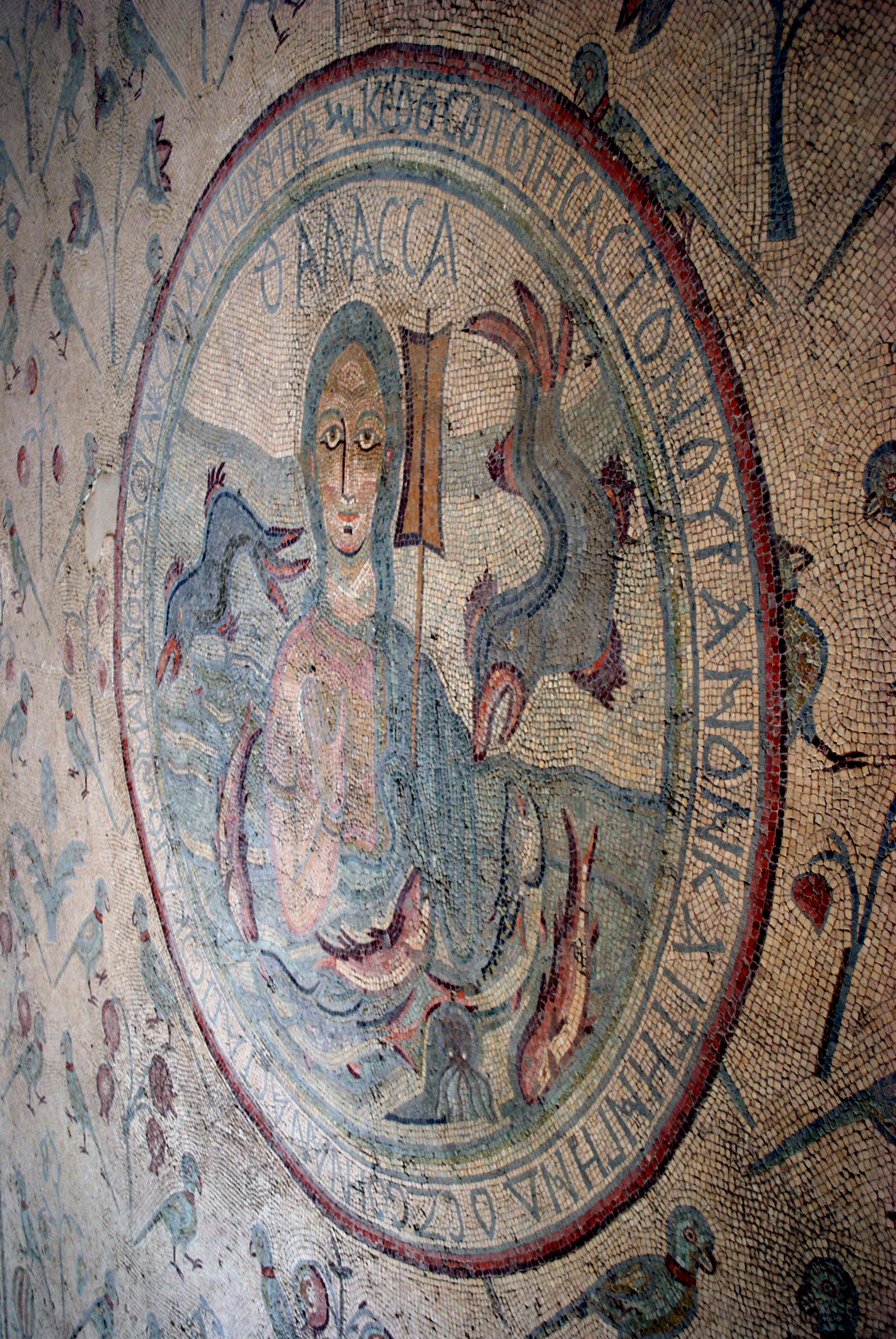
الأرضية الفسيفسائية الرئيسية